# Протока Пенола

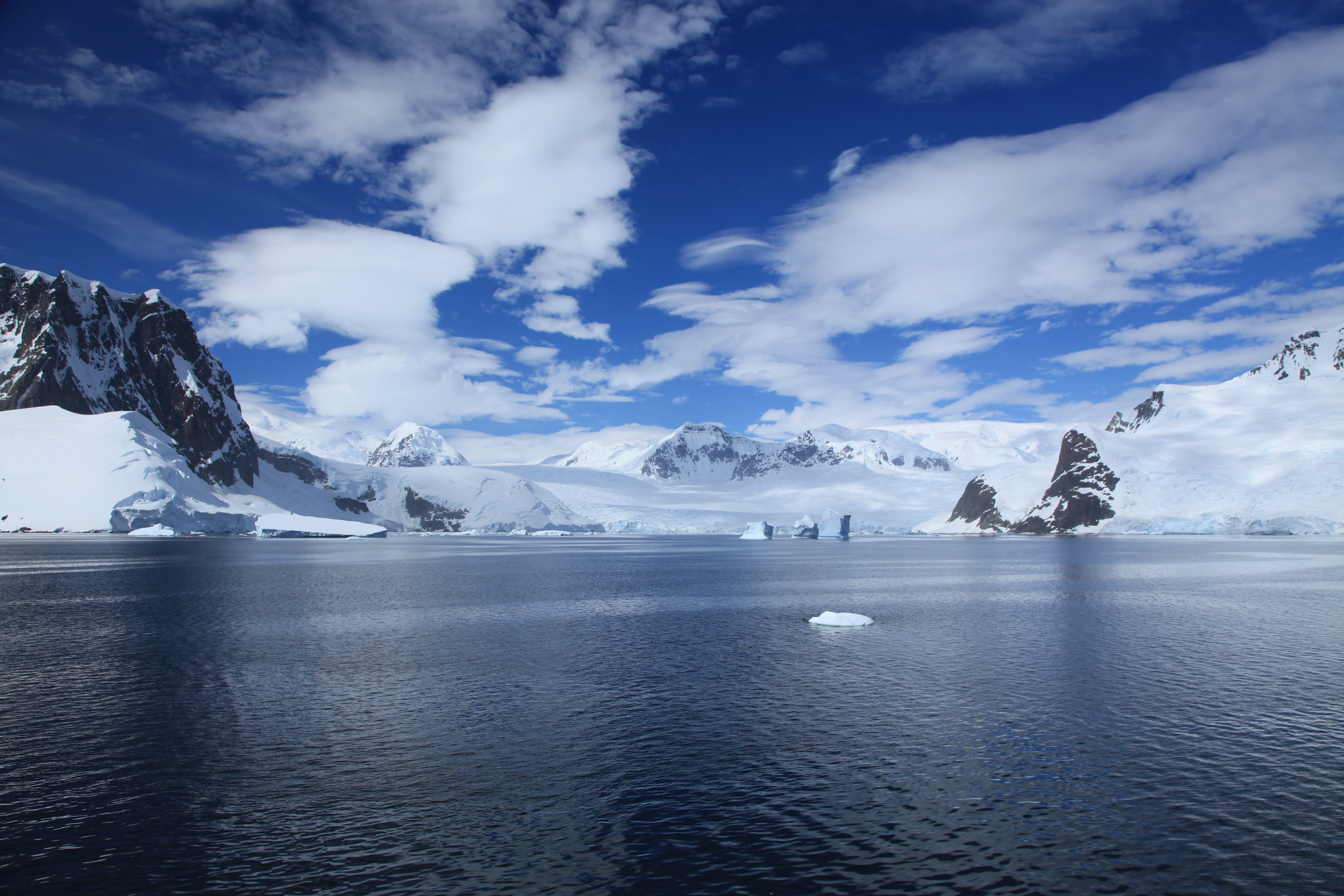
Penola Strait

Протока Пенола (65°10′ пд. ш. 64°7′ зх. д. / 65.167° пд. ш. 64.117° зх. д.) — протока довжиною 11 морських миль (20 км) і середньою довжиною 2 морські милі (3,7 км) завширшки, відокремлюючи Аргентинські острови, Острів Петерманн і Острів Ховгаард від західного узбережжя Землі Грема. Пройшов Бельгійська антарктична експедиція під керівництвом Герлаша 12 лютого 1898 року. Названий Британською експедицією (BGLE), 1934–1937 роки, під керівництвом Раймілла, для експедиційного судна Penola.